# Hvad hvis alle farver var blå?
|  | Denne artikel er oprettet af botten Steenthbot ud fra en ekstern database. Den kan derfor have sproglige fejl eller mangler. Denne skabelon kan fjernes efter kontrol af indholdet. |

Hvad hvis alle farver var blå? er en dansk kortfilm fra 2018 instrueret af Hannah Elbke.

## Handling
Et sci-fi drama om hotelreceptionisten Anne, der bor i den grå by Nordby, hvor de frygter farven blå. En nat ser hun en blå kat nær hotellet og tilkalder øjeblikkeligt De Grå, byens protektorer, der uden held forsøger at indfange katten. Samtidig flytter et ungt par ind på hotellet, og deres syn på verden og den blå kat, udfordrer Annes tro på De Grå. Da katten pludselig fanges i en fælle nær hotellet, tvinges Anne til at træffe et valg.

## Medvirkende
- Lucia Vinde Dirchsen, Anne
- Ina-Miriam Rosenbaum, Elise
- Mikkel Albinussen Møller, Al
- Nanna Skaarup Voss, Chris